# Tantilla reticulata
Tantilla reticulata este o specie de șerpi din genul Tantilla, familia Colubridae, descrisă de Cope 1860. Conform Catalogue of Life specia Tantilla reticulata nu are subspecii cunoscute.